# Jutta Papenbrock

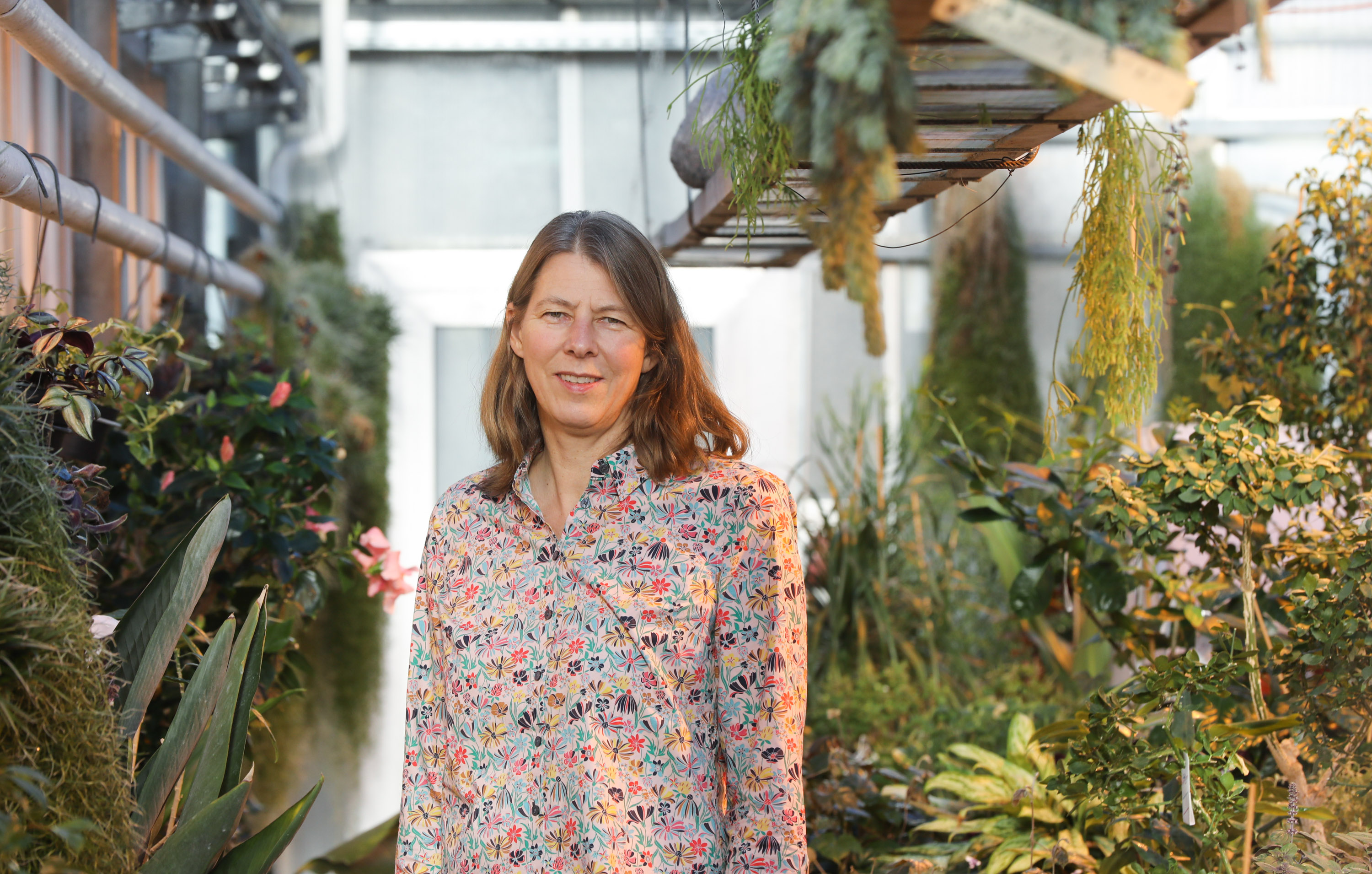
Jutta Papenbrock

Jutta Papenbrock (* 24. Februar 1968 in Hannover) ist die erste Professorin für Botanik an der Gottfried Wilhelm Leibniz Universität Hannover (Leibniz Universität Hannover) und leitet die AG Schwefelstoffwechsel und abiotischer Stress in Pflanzen. Jutta Papenbrock ist in verschiedenen Gremien und Funktionen aktiv und engagiert sich u. a. für Diversität, Internationalisierung und innovative Lehre. Ihre Forschungsergebnisse nutzt sie zur nachhaltigen Wissensweitergabe.

## Leben
Jutta Papenbrock studierte von 1987 bis 1993 Biologie in Bielefeld, Edinburgh und Hamburg. Ihre Promotionsarbeit fertigte sie am Leibniz-Institut für Pflanzengenetik und Kulturpflanzenforschung in Gatersleben an und promovierte an der Leibniz Universität Hannover zum Thema Magnesium Protoporphyrin IX-Chelatase: Ein Schlüsselenzym in der Tetrapyrrolbiosynthese. 1998 erhielt sie für ihre Dissertation den Eduard Strasburger-Preis der Deutschen Botanischen Gesellschaft. Als wissenschaftliche Assistentin forschte Jutta Papenbrock von 1997 bis 2002, habilitierte im Fach Botanik und erhielt die venia legendi für Botanik. Die anschließende Tätigkeit an der Leibniz Universität Hannover am Institut für Botanik wurde durch zahlreiche Auslandsaufenthalte in Indien, Japan, Vietnam und verschiedenen Ländern in Lateinamerika ergänzt, deren Ergebnisse in internationalen oft Open-Access-Publikationen veröffentlicht sind. 2009 bis 2010 war sie Heisenberg-Stipendiatin. 2010 bis 2015 arbeitete sie zunächst als Heisenberg-Professorin, dann als reguläre Professorin für Schwefelstoffwechsel und abiotischen Stress an der Naturwissenschaftlichen Fakultät an der Leibniz Universität Hannover. Sie ist Studiendekanin der Naturwissenschaftlichen Fakultät und hat die Geschäftsführende Leitung des Instituts für Botanik der Leibniz Universität Hannover inne.
Jutta Papenbrock ist verheiratet und hat zwei Kinder.

## Forschung
Ein Forschungsschwerpunkt ist der Schwefelstoffwechsel und vor allem die Rolle von schwefelhaltigen Metaboliten, wie Glucosinolaten (Senfölglykoside) in der Abwehr von biotischem und abiotischem Stress in Pflanzen. Die Arbeitsgruppe von Jutta Papenbrock setzt molekularbiologische Methoden ein, um kausale Zusammenhänge zu verstehen, ist aber auch an einer Umsetzung der Erkenntnisse in die Praxis interessiert.
Ein weiterer Forschungsschwerpunkt ist der Einsatz verschiedener salztoleranter Pflanzen (Halophyten) als Biofilter, als Nahrungsmittel, als Quelle wertvoller Pflanzeninhaltsstoffe, als biologisches Abbausystem von Xenobiotika etc. Die Vielfalt der natürlichen Variabilität von Pflanzen soll untersucht und genutzt werden.
Jutta Papenbrock begutachtet Bewerbungen von Drittmittelprojekten oder Einzelförderanträge. Sie ist Gutachterin für verschiedene nationale und internationale Fördermittelinstitutionen (Deutsche Forschungsgemeinschaft (DFG), DAAD, AvH, Biotechnology and Biological Sciences Research Council (BBRSC), National Science Foundation (NSF) und viele mehr). Außerdem wird sie regelmäßig für die Begutachtung von Zeitschriftenartikeln und Buchprojekten eingeladen.

## Wissenstransfer
- 2022 Global Textbook of Botany - Projekt im Prozess:[6] Dieses Globale Lehrbuch der Botanik hat zum Ziel, die faszinierenden Merkmale von Pflanzen weltweit herauszuarbeiten. Es werden verschiedene Aspekte von Pflanzenmerkmalen behandelt, von einer grundlegenden, vom Menschen erstellten Klassifizierung über eine Beschreibung der Struktur oder Morphologie bis hin zur räumlichen Verbreitung und zum Anbau.
- 3D-Druck von Blüten- und anderen Modellen:[7] Jutta Papenbrock entwickelte das Schulprojekt 3D-Druck von Blüten- und anderen Modellen. Das Unterrichtskonzept Blühende Fantasie, das als 3D-Druck-AG an der Goetheschule in Hannover erprobt wurde, konnte zu regulärem Unterricht von etwa 14 Doppelstunden weiterentwickelt werden und wird nun weiter diversifiziert in Einheiten von zwei bis drei Doppelstunden.
- Wirtschaftliches Grundverständnis für Studierende: Jutta Papenbrock engagiert sich dafür, Studierende für den Arbeitsmarkt vorzubereiten. Gemeinsam mit Matthias Pilz, Professor für Wirtschaftspädagogik an der Universität Köln, führen sie Veranstaltungen zu dem Thema Entrepreneurship Education durch: Wie Studierende fit für den Arbeitsmarkt werden. 2017 erhielten beide für dieses besondere Lehrkonzept ein Fellowship des Stifterverbandes.[8]

## Mitgliedschaften
- Deutsche Botanische Gesellschaft (DBG) e.V., Berlin
- Verband Biologie, Biowissenschaften und Biomedizin (VBIO) in Deutschland e. V.
- Sektion für Angewandte Botanik

## Preise
2024 erhielt Jutta Papenbrock den mit 2000 Euro dotierten Preis für exzellente Lehre der Leibniz Universität Hannover in der Kategorie für Strategie und Transfer. Sie wurde dafür ausgezeichnet, dass sie ein strategisch bedeutendes Thema hervorragend in der Lehre umsetzt, für den Transfer der Themen außerhalb der Leibniz Universität Hannover und für ihr herausragendes Engagement in den Bereichen Aspekte der Sustainable Development Goals, Diversity, Internationalisierung, Digitalisierung, Verknüpfung von Forschung und Lehre.

## Publikationen (Auswahl)
- Hornbacher, J., Horst-Niessen, I., Herrfurth, C., Feussner, I., Papenbrock, J. (2022) First experimental evidence suggests use of glucobrassicin as source of auxin in drought-stressed Arabidopsis thaliana. Frontiers in Plant Science 13: 1025969. doi:10.3389/fpls.2022.1025969
- Fassbender, U., Papenbrock, J., Pilz, M. (2022) Non-business students as entrepreneurs? An example of a problem-based learning environment in higher education. The International Journal of Management Education, in press. doi:10.1016/j.ijme.2022.100685
- Bonorden, M., Meinders, K., Offermann, S., Riemenschneider, A., Papenbrock, J. (2022) Biologieunterricht praktisch und digital: Biologieunterricht praktisch und digital: Kompetenzorientierte Lehr-Lernarrangements zur Modellierung von Blütenmodellen mit 3D-Druck. Biologie in Unserer Zeit 52: 80-88. doi:10.11576/biuz-5087
- Turcios, A.E, Miglio, R., Vela, R., Sánchez, G., Bergier, T., Włodyka-Bergier, A., Cifuentes, J.I., Pignataro, G., Avellan, T., Papenbrock, J. (2021) From natural habitats to successful application - Role of halophytes in the treatment of saline wastewater in constructed wetlands with a focus on Latin America. Environmental and Experimental Botany 190: 104583. doi:10.1016/j.envexpbot.2021.104583.
- Schulze, H., Hornbacher, J., Wasserfurth, P., Reichel, T., Günther, T., Krings, U., Krüger, K., Hahn, A., Papenbrock, J., Schuchardt, J.P. (2021) Immunomodulating effect of the consumption of watercress (Nasturtium officinale) on exercise-induced inflammation in humans. Foods, 10: 1774. doi:10.3390/foods10081774
- Rupp, I.S., Hornbacher, J., Horst-Nießen, I., Schaarschmidt, F., Riemenschneider, A., Papenbrock, J. (2020) The diurnal rhythm of Brassica napus L. influences contents of sulfur-containing defense compounds and occurrence of vascular occlusions during an infection with Verticillium longisporum. Agronomy, 10:1227. doi:10.3390/agronomy10091227
- Hornbacher, J., Rumlow, A., Pallmann, P., Turcios, A.E. Riemenschneider, A., Papenbrock, J. (2019) The levels of sulfur-containing metabolites in Brassica napus are not influenced by the circadian clock but diurnally. Journal of Plant Biology, 62: 359-373. doi:10.1007/s12374-019-0143-x
- Glasenapp, Y., Lucas, C., Wöltje, T., Fohrer, J., Papenbrock, J. (2019) Anti-biofilm activity of tannins isolated from the mangrove Laguncularia racemosa. Chemistry & Biodiversity, 16: e1800632. https://doi.org/10.1002/cbdv.201800632
- Schuchardt, J. P., Hahn, A., Greupner, T., Wasserfurth, P., Rosales-López, M., Hornbacher, J., & Papenbrock, J. (2019). Watercress – cultivation methods and health effects. Journal of Applied Botany and Food Quality, 92, 232-239. doi:10.5073/JABFQ.2019.092.032
- Moreno, C., Seal, C.E., Papenbrock, J. (2018) Seed priming improves germination in saline conditions for Chenopodium quinoa and Amaranthus caudatus. Journal of Agronomy and Crop Science, 204: 40-48. doi:10.1111/jac.12242